# Тюнен, Иоганн фон
Иоганн Генрих фон Тюнен (нем. Johann Heinrich von Thünen; 24 июня 1783, Канариенхаузен, близ Евер — 22 сентября 1850, Теллов, Мекленбург) — немецкий экономист, представитель немецкой географической школы в экономической науке, один из предшественников маржинализма.

## Биография
Иоганн Генрих фон Тюнен родился 24 июня 1783 года в имении своего отца помещика Эдо Кристиана фон Тюнена (1760—1786) и матери Анны Катарины Маргарет Трендтел (род. 1765), дочери книготорговца из Евера.
Иоганн вырос в городке Евер, учился в смешанной школе, оставив ее в 16 лет для обучения на ферме и возобновив учебу в 19 лет, когда начал изучать агрономию в 1802—1803 годах у Лукаса Андреаса Штаудингера, энтузиаста сельскохозяйственного обучения, который устроил в своей усадьбе Гросс Флотбек первый в своём роде интернат для будущих агрономов. Кроме того, он учился у Альбрехта Тэера в Целле. Затем он недолго, всего два семестра, проучился в Геттингенском университете.
В 1806 году женился на Хелене Софии Иоганне Берлин (21.03.1785, Фридланд земли Мекленбург-Стрелиц — 19.01.1845, Теллов, Мекленбург) и поселился с молодой женой в арендованном доме возле Анклама в Померании. В 1810 году Тюнен купил земельный участок площадью в 465 акров в Теллове, недалеко от города Тетеров.
Оставшуюся часть своей жизни он как обычный немецкий юнкер (помещик) провёл, занимаясь сельским хозяйством в своём имении, доходов от которого хватало на удовлетворение духовных потребностей хозяина в период зимнего межсезонья.
В 1818 году фон Тюнен стал постоянным членом Мекленбургской патриотической ассоциации и даже возглавлял отделение своего района.
В 1830 году, благодаря научным заслугам, фон Тюнен был награждён почётной докторской степенью от Ростокского университета.
В 1844 году он стал членом энтомологического общества Мекленбурга, а в 1848 году был избран почётным членом Мекленбургской патриотической ассоциации и почётным гражданином города Тетеров.
В 1850 году была опубликована вторая часть «Изолированного государства», в которой он исследует вопрос заработной платы.
Фон Тюнен скончался 22 сентября 1850 года в Теллове.
Память
В настоящее время действует Тюненовское общество, в поместье Тюнена функционирует Музей фон Тюнена.

## Вклад в науку

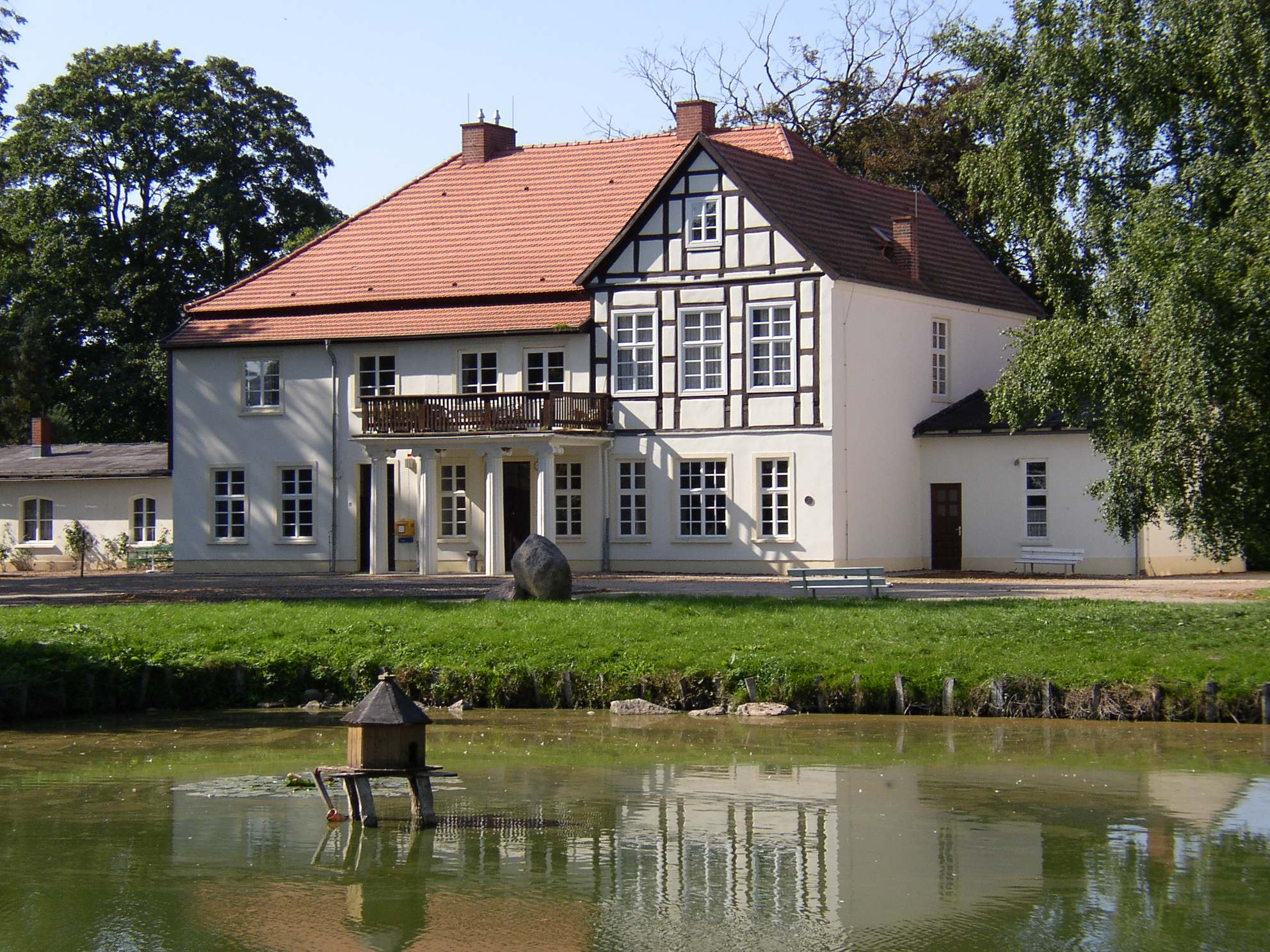
Усадьба Тюнена в Теллове

Тюнен был первым, кто использовал дифференциальное исчисление в экономической науке, применив математические расчёты для обоснования размещения производства, и становится предшественником идей эконометрики. Тюнен затратил 10 лет на составление бухгалтерских балансов своего поместья для того, чтобы иметь статистические данные.
Тюнен разработал также основы теории предельной производительности, выразив её в формуле:
{\displaystyle R=Y(p-c)-YFm},
где {\displaystyle R} — рента на единицу площади земли, {\displaystyle p} — рыночная цена за единицу продукции, {\displaystyle c} — производственные затраты в расчёте на единицу товара, {\displaystyle Y} — урожайность в расчёте на единицу площади, {\displaystyle F} — транспортный тариф сельскохозяйственной единицы на единицу расстояния, {\displaystyle m} — расстояние до рынка.
В своих работах первым ввёл понятие предельные издержки, которое позже популяризует Альфред Маршалл в своей работе «Принципы экономической науки» (1890), а также предложил использовать формулу «естественного уровня заработной платы», которая, в соответствии с завещанием, выбита на его надгробии в Теллове:
{\displaystyle W={\sqrt {a\cdot p}}},
где {\displaystyle W} — размер зарплаты (предельный продукт труда по Марку Блаугу), {\displaystyle a} — прожиточный минимум (количество зерна, необходимое для существования семьи рабочего по М. Блаугу, постоянная сумма зарплаты, которую тратит рабочий по Йозефу Шумпетеру), {\displaystyle p} — стоимость работ (средний продукт семьи по М. Блаугу, стоимость в чистом национальном продукте по Й. Шумпетеру).
Является автором модели Тюнена, которая объясняет размещение сельскохозяйственного производства в зависимости от места сбыта продукции.

## Модель Тюнена
Предпосылки модели:
1. наличие экономически изолированного от остального мира государства, в пределах которого имеется центральный город, являющийся единственным рынком сбыта сельскохозяйственной продукции и источником обеспечения промышленными товарами;
2. цена каждого продукта в любой точке пространства отличается от его цены в городе на величину транспортных затрат, которые принимаются прямо пропорциональными весу груза и дальности перевозки.

Сопоставляя транспортные затраты на перевозку продукции от места производства до рынка, выявляются зоны, наиболее благоприятные (с точки зрения минимизации транспортных затрат) для размещения в их пределах тех или иных видов сельскохозяйственного производства.
```
«Представьте очень большой город в центре плодородной равнины любой судоходной реки или канала. Равнина может повсюду состоять из того же грунта, который везде можно обрабатывать. При большом расстоянии от города равнина может заканчиваться в необрабатываемой пустыне, что полностью отделяет эту страну от остального мира», - Иоганн фон Тюнен.
```

Тюнен пришёл к следующим выводам:
- непосредственно около города должны производиться скоропортящиеся продукты, а также продукты и товары, имеющие высокую стоимость транспортировки;
- с увеличением расстояния от города земли будут использоваться для выращивания продуктов, которые имеют низкую стоимость перевозки;
- при одинаковых производственных расходах и одинаковом урожае по весу тот продукт, который сильнее истощает почву, должен производиться дальше от города;
- тот продукт, на который требуется больше производственных расходов (чем он дороже) на единицу веса, должен производиться дальше от города;
- чем выше урожайность продукта по весу, тем ближе он должен производится к городу;
- вокруг города образовываются очерченные концентрические круги, в которых тот или иной продукт будет главным.

## Библиография

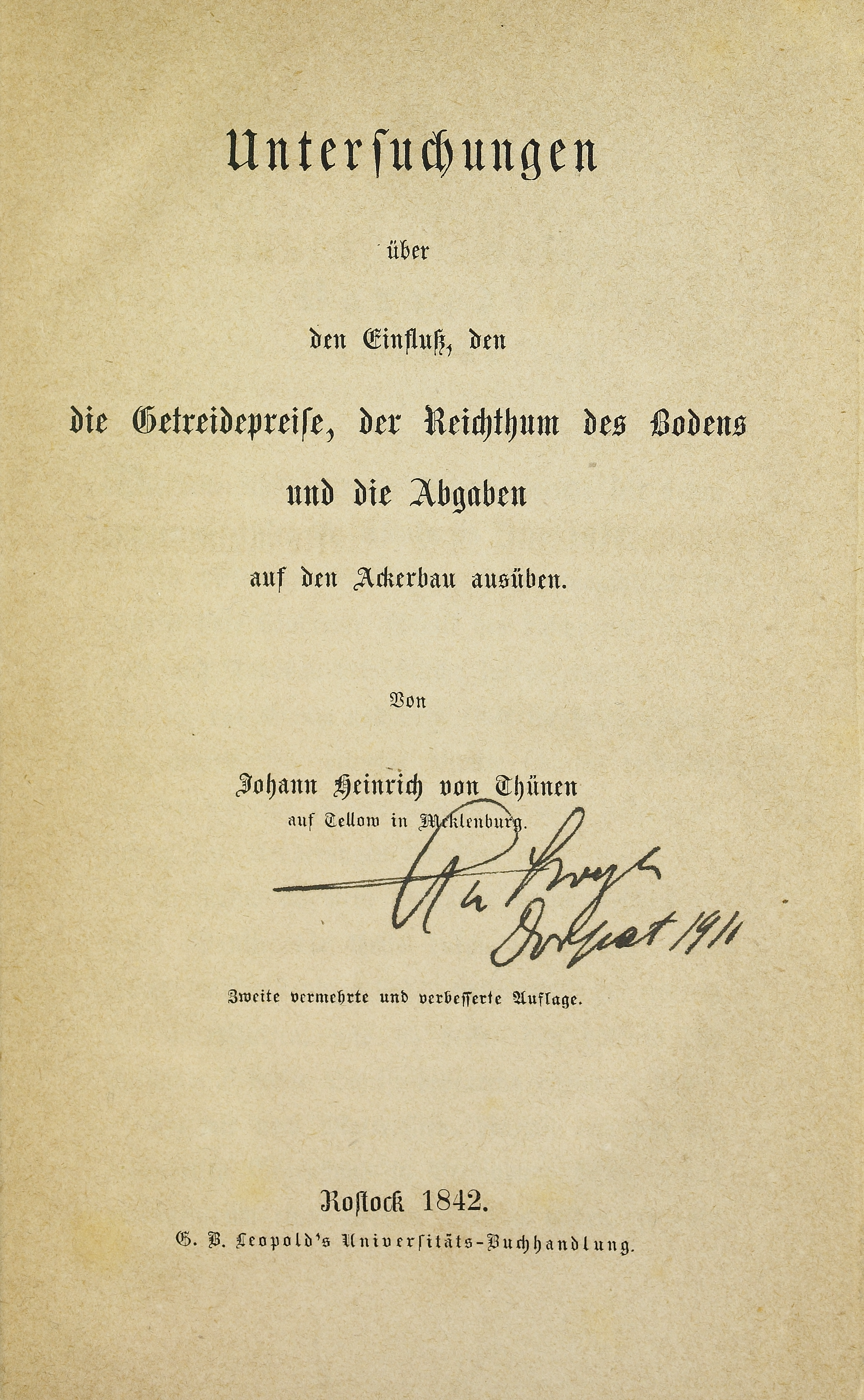
Уединенное государство в отношении к общественной экономии